# 逢澤由理香
逢澤由理香（10月1日—）是日本的女性聲優，埼玉縣出身。Stay Luck所屬。

## 人物
2016年2月離開原事務所Mausu Promotion，2017年加入Stay Luck。

## 演出作品
※粗體字為主要角色。

### 電視動畫
2012年
- 寶石寵物 Sunshine（瑪利·安東華利度）
- JOJO的奇妙冒險（女）

2014年
- 偶像學園（女服務生）
- 鑽石王牌（女子經理）
- 金田一少年之事件簿R（海堂瞳）
- Baby Steps ~網球優等生~（中城惠）
- 斬！赤紅之瞳（絲琵雅）
- 牙狼〈GARO〉-炎之刻印-（理髮師的妻子）
- 尋找失去的未來（秋山奏〈幼少期〉）

2015年
- 火影忍者疾風傳（芙蓉）
- Battle Spirits 烈火魂（作業員、少年、少女）
- 銀魂゜（幽靈）
- K RETURN OF KINGS（秘書）

2016年
- 疾走王子Alternative（藤原尊〈幼少期〉）
- 雙星之陰陽師（破石哲司）
- 鬼牌遊戲（女性）

2017年
- 最遊記RELOAD BLAST（三佛神）
- 黑色五葉草（內布拉·西爾法[3]）
- 犬屋敷（女性）

2018年
- POP TEAM EPIC（女囚B、陪酒小姐A）
- 紫羅蘭永恆花園（布里奇特）
- Lostorage conflated WIXOSS（少女、廣播）
- Butlers～千年百年物語～（女性店員）
- Planet With（主婦2）
- 我喜歡的妹妹不是妹妹（女性記者）

2019年
- Mysteria Friends（學生A）
- 一拳超人2（女性市民B）
- 魔術學姐（店員）
- 異世界超能魔術師（貝拉）

2020年
- 阿爾蒂（侍女）

### OVA
2014年
- 鑽石王牌（小湊兄弟的母親）
- 夫妻成長日記（第3期）（高橋鈴鹿）

### 遊戲
2012年
- 聖火降魔錄 覺醒（米莉耶爾[4]）

2013年
- 仙境傳說奧德賽 ACE（梅尼亞）

2015年
- 巫師3：狂獵（托莉絲[5]）
- 疾走王子（藤原尊〈幼少期〉）
- 勇者鬥惡龍VIII 天空、碧海、大地與被詛咒的公主（梅達爾公主）

2016年
- 真·女神轉生IV FINAL
- 街頭霸王V（夏雨）

2017年
- 天空艦隊（嘉爾羅塔）
- 魔物娘☆後宮（莉莉烏姆[6]）

### 外語配音

#### 動畫
- 星際大戰：反抗軍起義（瑪克思·圖亞）
- 星際大戰：複製人之戰
- 阿尼正傳（西西）

## 外部連結
- 事務所官方簡歷 （页面存档备份，存于）（日語）
- 逢澤由理香的X（前Twitter）（日語）